# Martinique Jason
Martinique Jason-Wyngarde, conosciuta anche come Mastermind, è un personaggio dei fumetti, creato da Jeph Loeb (testi) e Tim Sale (disegni), pubblicato dalla Marvel Comics. Apparsa per la prima volta sulle pagine di Wolverine/Gambit: Victims n. 1 (settembre 1995), Martinique è una sociopatica proprio come la sorellastra Regan, entrambe figlie dell'originale Mastermind

## Biografia del personaggio

### Origini
Apparsa per la prima volta fra le strade di Londra, assieme ad Arcade, Martinique compì una serie di omicidi, fra i quali un amico di Gambit, facendone ricadere la colpa su Wolverine, fino a quando non fu scoperta e fermata. Più tardi entrò a far parte di una nuova Confraternita dei mutanti guidata da Mystica, con lo scopo di assassinare il senatore Robert Kelly, allora in corsa per la presidenza degli Stati Uniti. Il piano fu, però, sventato e loro, sconfitti dagli X-Men. Durante lo scontro, Pyro morì per proteggere Kelly e Martinique entrò in stato comatoso grazie ai poteri telepatici di Cable.
Dimessa dalla clinica presso la quale era in cura, fu poi utilizzata da Banshee nella sua X-Corp, per mantenere sotto controllo telepatico i criminali di cui si serviva. Liberata da Mystica, le due sabotarono l'organizzazione e distrussero buona parte di Parigi prima di scomparire nel nulla.

### Divisi resistiamo
Dopo gli eventi di House of M e la decimazione, Martinique si ritrovò nella città californiana di San Francisco dove, persa la memoria, venne prese sotto la custodia di alcuni hippie. Avvertendo il loro profondo rimpianto per i perduti anni sessanta e gli ideali del flower power, decise di utilizzare i propri poteri illusionistici per siportare indietro nel tempo l'intera città. Dopo gli eventi di Messiah Complex, gli X-Men si confrontano con lei e le sue illusioni non sapendo che sotto lo pseudonimo di Dea si nasconde proprio Martinique. Al termine di uno scontro con Uomo Ghiaccio, Hepzibah e Warpath caduti preda delle sue illusioni, Martinique riguadagna la memoria a fugge dal campo di battaglia.

### Sorellanza
Dopo aver vagabondato in giro per la città, viene presa sotto la custodia di una donna sconosciuta, poi rivelatasi una rediviva Madelyne Pryor, che le offre di entrare a far parte della misteriosa Sorellanza. Assieme alla Regina Rossa e Chimera, Martinique è parte della delegazione che si reca nel Mojoverso per proporre a Spirale e Lady Deathstrike di entrare nel gruppo.

## Poteri e abilità
Martinique è una potente mutante come il padre e la sorellastra; possiede l'abilità di creare illusioni molto realistiche capaci di ingannare tutti e cinque i sensi. Diversamente dal padre, possiede anche una limitata telepatia, capacità condivisa anche con la sorella, che sfrutta per sondare la mente dell'avversario e carpire le sue debolezze per farle diventare illusioni. I suoi poteri non hanno effetto sui congegni elettronici, ma solo sugli esseri umani.
Dopo la riapparizione nelle strade di San Francisco, i poteri di Martinique sembrano essere mutati in una forma più potente. La sua prima limitata telepatia si è accresciuta fino a rivaleggiare con quella di Emma Frost, alla quale riesce persino a nascondere la propria presenza, mentre la sua capacità di creare illusioni è evoluta incredibilmente, condizionando totalmente la psiche delle vittime, permettendole di investire, condizionare e rimodellare i pensieri a proprio piacimento, tanto da essere riuscita a riportare indietro nel tempo l'intera città solo toccando le menti dei suoi abitanti.
Le sue illusioni inoltre agiscono psicosomaticamente sul corpo della vittima, pertanto se la vittima verrà accoltellata in un'illusione, anche nella realtà il suo corpo perderà sangue, oppure se sognerà di annegare il suo corpo smetterà di respirare.

## Altre versioni

### X-Men: The End
Assieme alla sorella, Martinique concorre ad intrappolare gli X-Men all'interno di illusioni raffiguranti ciò che più desiderano. Benché provi ancora un forte odio per Regan, gli ordini di Sinistro, loro alleato, le fanno superare tale emozione e la inducono a collaborare.